# Medio Campidano
Medio Campidano is een voormalige provincie in de autonomie regio Sardinië. De provincie is 2005 gevormd uit de provincie Cagliari en fuseerde in 2016 met de provincie Carbonia-Iglesias en de gemeenten van de provincie Cagliari, met uitzondering van de 17 gemeenten die de metropolitane stad Cagliari gingen vormen, tot de provincie Zuid-Sardinië.
De provincie was vernoemd naar de grote laagvlakte die het grootste deel van het territorium bestreek; de Campidano. Hier ligt ook de kleine hoofdstad Sanluri. In het zuiden ligt de Monte Linas, die met zijn 1236 meter het hoogste punt van de provincie vormde, het gebied is uitgeroepen tot Parco Regionale del Monte Linas-Oridda-Marganai. Belangrijkste bezienswaardigheid van Medio Campidano waren de Nuraghi van Su Nuraxí bij Barumini.
Arbus · Barumini · Collinas · Furtei · Genuri · Gesturi · Gonnosfanadiga · Guspini · Las Plassas · Lunamatrona · Pabillonis · Pauli Arbarei · Samassi · San Gavino Monreale · Sanluri · Sardara · Segariu · Serramanna · Serrenti · Setzu · Siddi · Tuili · Turri · Ussaramanna · Villacidro · Villamar · Villanovaforru · Villanovafranca